# Rebréchien
Rebréchien – miejscowość i gmina we Francji, w Regionie Centralnym, w departamencie Loiret.
Według danych na rok 1990 gminę zamieszkiwało 1005 osób, a gęstość zaludnienia wynosiła 52 osoby/km² (wśród 1842 gmin Centre, Rebréchien plasuje się na 394. miejscu pod względem liczby ludności, natomiast pod względem powierzchni na miejscu 681.).